# Tristán López
Tristán López (* 2005 in Berlin) ist ein deutscher Schauspieler.

## Leben
Tristán López, der muttersprachlich mit Deutsch und Spanisch aufwuchs, steht seit 2018 für Film- und Fernsehproduktionen vor der Kamera.
Sein TV-Debüt hatte er in Entführte Mädchen (2020), dem dritten Film der ARD-Fernsehreihe Der Barcelona-Krimi, spielte López den Nachbarsjunge Pepe, der von Kommissar Xavi Bonet (Clemens Schick) beauftragt wird, sich tagsüber um ein namenloses, etwa 12-jähriges Mädchen, das eine wichtige Zeugin ist, zu kümmern. Auch im vierten Film der TV-Reihe, Blutiger Beton, war er in dieser Rolle zu sehen. In der ZDF-Krimireihe Das Quartett war er im zweiten Film Das Mörderhaus (2020) als Sohn der Kriminalhauptkommissarin Maike Riem (Anja Kling) zu sehen.
In der 11. Staffel der ZDF-Serie Letzte Spur Berlin (2022) übernahm er eine Episodenhauptrolle als Straßenjunge „Igel“, der sich große Sorgen um seine verschwundene 17-jährige obdachlose Freundin Franzi („Fux“) macht.
In dem Netflix-Spielfilm Für Jojo (2022), der im Juni 2022 beim Filmfest München in der Sektion Neues Deutsches Fernsehen seine Premiere hatte, war er unter der Regie von Barbara Ott an der Seite von Caro Cult und Doğuhan Kabadayı zu sehen. In dem Kinospielfilm Schlamassel, bei dem Sylke Enders Regie führte, spielte er anschließend, neben Mareike Beykirch und Anja Schneider, als Maik den „Teenager-Neffen“ einer Fotografin bei einer Brandenburger Zeitung.
In dem ZDF-„Herzkino“-Zweiteiler Hotel Barcelona (2023) spielte er, an der Seite von Mina Tander, den halbwüchsigen, pubertierenden und meist desinteressierten Sohn der Hotelierstochter Laura Santos, der an Diebstahl beteiligt war, Drogenprobleme hat und in einem Unfall verwickelt ist.
In der 27. Staffel der Fernsehserie In aller Freundschaft (2024) spielte López den verzweifelten, sich selbst verletzenden junger Boxer Finn Morbach, der in dem Arzt Dr. Kai Hoffmann (Julian Weigend), der ihn bereits wegen eines Schädelhirntraumas behandelt hatte, mehr sieht als nur seinen Boxtrainer. In der 19. Staffel der ZDF-Serie Notruf Hafenkante (2024) hatte er eine Episodenrolle als rücksichtsloser E-Scooterfahrer Torben Berger.
Tristán López, der auch die spanische Staatsangehörigkeit besitzt, lebt in Berlin.

## Filmografie (Auswahl)
- 2020: Der Barcelona-Krimi: Entführte Mädchen (Fernsehreihe)
- 2020: Der Barcelona-Krimi: Blutiger Beton (Fernsehreihe)
- 2020: Das Quartett: Das Mörderhaus (Fernsehreihe)
- 2022: Letzte Spur Berlin: Straßenkinder (Fernsehserie, eine Folge)
- 2022: Für Jojo (Netflix-Film)
- 2022: Familie Bundschuh – Unter Verschluss (Fernsehreihe)
- 2023: Totenfrau (Fernsehserie, drei Folgen)
- 2023: Schlamassel (Kinofilm)
- 2023: Hotel Barcelona (Fernsehfilm)
- 2024: In aller Freundschaft: (Fernsehserie, drei Folgen)
- 2024: Notruf Hafenkante: Tage wie dieser (Fernsehserie, eine Folge)
- 2025: Totenfrau (Fernsehserie, sechs Folgen)